# Morne-à-l'Eau
Morne-à-l'Eau (en créole guadeloupéen : Mònalo) est une commune française, située dans le département de la Guadeloupe.

## Géographie

### Situation
S'étendant sur 64,5 km2 de superficie totale, la commune de Morne-à-l'Eau est située dans l'ouest de Grande-Terre. Elle est longée par la mangrove du Grand Cul-de-sac marin qui occupe près d'un tiers de la superficie totale communale. La commune est un carrefour routier, passage obligé pour les habitants du nord Grande-Terre. Le plan d’eau de Vieux-Bourg est exceptionnel et un grand nombre d’activités aquatiques y sont pratiquées.
Le bourg principal est situé en bordure de la plaine de Grippon, adossé aux Grands Fonds.
| Mer des Caraïbes | Petit-Canal   |          |
|                  | Morne-à-l'Eau | Le Moule |
| Les Abymes       | Les Abymes    | Le Moule |

### Climat
Le climat y est de type tropical.

## Urbanisme

### Typologie
Morne-à-l'Eau est une commune urbaine, car elle fait partie des communes denses ou de densité intermédiaire, au sens de la grille communale de densité de l'Insee,,,. Elle appartient à l'unité urbaine de Pointe-à-Pitre-Les Abymes, une agglomération intra-départementale regroupant 11 communes et 252 132 habitants en 2022, dont elle fait partie de la banlieue,.
Par ailleurs la commune fait partie de l'aire d'attraction des Abymes, dont elle est une commune de la couronne. Cette aire, qui regroupe 18 communes, est catégorisée dans les aires de 200 000 à moins de 700 000 habitants,.
La commune, bordée par la mer des Caraïbes à l'ouest, est également une commune littorale au sens de la loi du 3 janvier 1986, dite loi littoral. Des dispositions spécifiques d’urbanisme s’y appliquent dès lors afin de préserver les espaces naturels, les sites, les paysages et l’équilibre écologique du littoral, par exemple le principe d'inconstructibilité, en dehors des espaces urbanisés, sur la bande littorale des 100 mètres, ou plus si le plan local d’urbanisme le prévoit,.

### Lieux-dits et hameaux
Béguette, Berlette, Blanchette, Boisvin, Bosrédon, Belle-Espérance, Blain, Blanchet, Bonne-Terre, le Bourg (Grippon), Brion, Dubelloy, Chastel, Chaumette, Chazeau, Chevalier, Chouioutte, Clugny, Cocoyer, Croustère, Dubelloy, Dubisquet, Espérance, Geffrier, Gensolin, Guerard, Lemesle, Lola, Lorger, Jabrun, Jabrun-Saint-Cyr, Labuthie, Lasserre, Lebraire, Marchand, Marieulle, Monpierre, Perrin, Pierrefite, Point-à-Retz, Quirine, Réduit, Rousseau, Richeval, Salette, Sauvia, Vieux-Bourg, et Zabeth.

### Voies de communication et transports
La ville est bien desservie par les transports publics, grâce à sa position géographique. Correspondances avec les villes Anse-Bertrand, Port-Louis, Petit-Canal, Le Moule, Les Abymes et Pointe-à-Pitre. La majorité des passagers se rendent à la ville de Pointe-à-Pitre en raison de son dynamisme commercial.
La circulation automobile à Morne-à-l'Eau est difficile. L'essentiel du trafic se fait sur l'axe reliant le bourg et le quartier de Bosrédon. La traversée du bourg est excessivement difficile et lente aux heures de pointe. La ville dispose de très peu de places de stationnement.
Les distances entre Morne-à-l'eau et certaines villes de la Guadeloupe (en voiture) sont :
| Les Abymes | Saint-François | Le Moule | Petit Canal | Sainte-Anne | Gosier |
| ---------- | -------------- | -------- | ----------- | ----------- | ------ |
| 11 km      | 25 km          | 12 km    | 8 km        | 25 km       | 20 km  |

Le canal des Rotours pourrait être utilisé comme une ligne de connexion entre la ville et diverses zones. Elle pourrait aussi être à l'usage de la navigation de loisirs.

## Toponymie
L'étymologie de Morne-à-l'Eau proviendrait de la présence d'une source d'eau coulant à flanc du morne Grippon[réf. nécessaire].

## Histoire
Pour un article plus général, voir Histoire de la Guadeloupe.
D'abord rattachée au quartier des Abymes, cette étendue de terre est située entre la mangrove, les grands fonds viviers et la plaine cannière. Au cours de son histoire, elle fut dénommée successivement : Case-aux-Lamentins, Vieux-Bourg, Grippon, Bordeaux-Bourg et enfin Morne-à-l'Eau. L'administration de l'époque à longtemps hésité sur l'emplacement définitif du bourg.
L'endroit fut nommé « Case aux Lamentins » par les indiens Caraïbes du fait que ce fut le lieu de prédilection pour la reproduction des lamantins (Trichechus manatus). Vieux-Bourg, aujourd'hui quartier de pêcheurs, point de départ des bateaux pour la découverte du Grand Cul-de-sac marin est durant tout le XVIIIe siècle le centre actif de la paroisse. L'activité économique était essentiellement axée sur la culture de la canne à sucre. En 1827, au lieu-dit Grippon, s'élevait un nouveau bourg – à la suite du creusement du canal des Rotours – dénommé Bordeaux-Bourg en référence à la métropole.
Le bourg se développe aussi autour d'un marché où les esclaves d'habitation et les affranchis venaient vendre chaque dimanche les produits vivriers qu'ils cultivaient sur les maigres terres allouées par les maîtres. C'est sous l'impulsion des gouverneurs de Landenoy et du baron des Rotours que Morne-à-l'Eau trouve sa configuration actuelle.

### Canal des Rotours

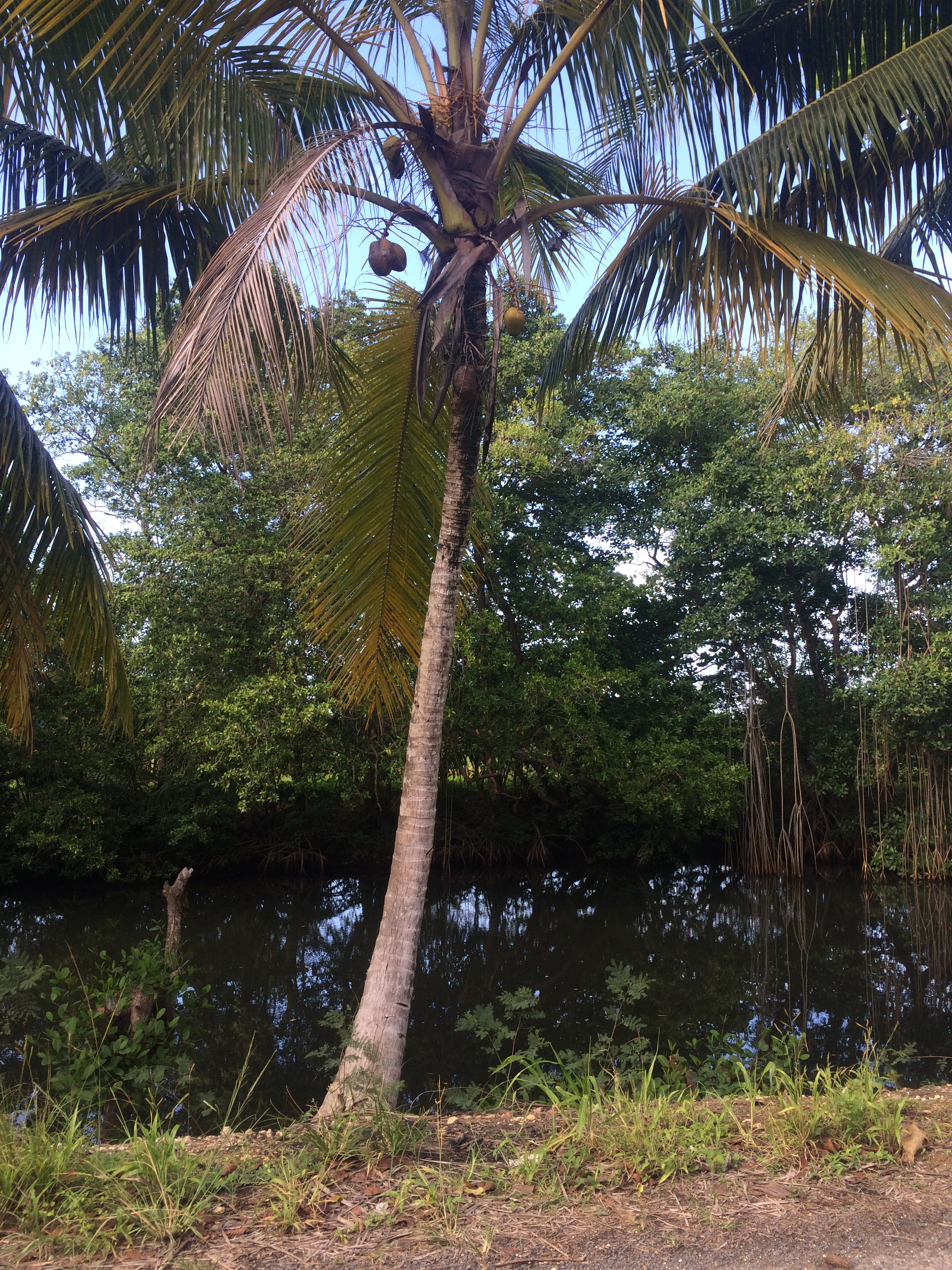
Vue du canal des Rotours.

Le gouverneur des Rotours est également le promoteur du percement d'un canal qui porte son nom et qui relie la commune au Grand Cul-de-sac marin sur 6 km. Ce canal est creusé dans le lit d'un précédent petit canal suivant l'extrémité de la Ravine des Coudes. Les travaux de percement du canal s'étendent de 1826 à 1830 et ont coûté la vie à une trentaine d'ouvriers recrutés parmi trois cents hommes libres et esclaves.
C'est avec l'ouverture de ce canal que s'organisa la commune actuel. Le bourg de Grippon s'agrandit sous l'essor économique de la production et du transport du sucre. Emprunté par les chalands, il ne trouve sa réelle utilité qu'à la création de l'Usine centrale de Blanchet ouverte en 1869.
La ravine du Mancenillier prit le nom de canal Faujas et la ravine des Coudes celui de canal des Rotours aboutissant à Grippon (le bourg actuel).

## Politique et administration

### Rattachements administratifs et électoraux
La commune appartient à l'arrondissement de Pointe-à-Pitre et au canton de Morne-à-l'Eau, dont elle le bureau centralisateur, depuis le redécoupage cantonal de 2014. 
Avant cette date, elle était divisée en deux entités :
- Morne-à-l'Eau-1
- Morne-à-l'Eau-2

Pour l'élection des députés, Morne-à-l'Eau fait partie depuis 1988 de la première circonscription de la Guadeloupe.

### Intercommunalité
Morne-à-l'Eau fait partie de la communauté d'agglomération du Nord Grande-Terre, crée en 2014 et qui regroupe cinq communes, dans laquelle elle est représentée par douze conseillers.

### Liste des maires
| Période                                  | Période                | Identité                     | Étiquette   | Qualité |
| ---------------------------------------- | ---------------------- | ---------------------------- | ----------- | --- |
| 1901                                     | 1904                   | Félix Gama                   |             | |
| Les données manquantes sont à compléter. |                        |                              |             | |
| 1906                                     | 1909                   | Gaston Gélan                 |             | |
| 1909                                     | 1912                   | Hubert Jean-Louis            |             | |
| mars 1912                                | décembre 1947          | Justin Archimède (1881-1978) | Rad.-soc.   | Boulanger Conseiller général du canton de Morne-à-l'Eau (1910 → 1945) |
| décembre 1947                            | septembre 1970 (décès) | Pierre Monnerville           | SFIO → FGPS | Médecin Député de la Guadeloupe (1956 → 1958) Député de la 2e circonscription de la Guadeloupe (1958 → 1967) Conseiller général du canton de Morne-à-l'Eau-2 (1945 → 1961) |
| septembre 1970                           | 1973                   | Marie-Émile (Paul) Coco      |             | |
| 1973                                     | mars 1989              | Abdon Saman                  | DVD → UDF   | Conseiller général du canton de Morne-à-l'Eau-1 (1973 → 1992) |
| mars 1989                                | juin 1995              | Favrot Davrain               | DVD → FGPS  | Professeur Conseiller général du canton de Morne-à-l'Eau-2 (1994 → 2004)                                                                                                   |
| juin 1995                                | 2005 (démission)       | Julien Chovino               | PCG         | Médecin Conseiller général du canton de Morne-à-l'Eau-1 (1992 → 2004) |
| 2005                                     | 5 avril 2016 (décès)   | Jean-Claude Lombion          | PCG → DVG   | Professeur d'anglais 1er vice-président de la CA du Nord Grande-Terre (? → 2016) Président de l’Association des maires de Guadeloupe (2014 → 2016)                         |
| 18 avril 2016                            | 3 juillet 2020         | Philipson Francfort          | DVG         | Fonctionnaire |
| 4 juillet 2020                           | en cours               | Jean Bardail,                | DVG         | Conseiller régional de la Guadeloupe (2015 → ) Conseiller général de la Guadeloupe ( → 2016)                                                                               |
| Les données manquantes sont à compléter. |                        |                              |             | |

### Jumelages
- Port d'Espagne (Trinité-et-Tobago).

## Population et société

### Démographie
L'évolution du nombre d'habitants est connue à travers les recensements de la population effectués dans la commune depuis 1961, premier recensement postérieur à la départementalisation de 1946. À partir de 2006, les populations de référence des communes sont publiées annuellement par l'Insee. Le recensement repose désormais sur une collecte d'information annuelle, concernant successivement tous les territoires communaux au cours d'une période de cinq ans. Pour les communes de plus de 10 000 habitants les recensements ont lieu chaque année à la suite d'une enquête par sondage auprès d'un échantillon d'adresses représentant 8 % de leurs logements, contrairement aux autres communes qui ont un recensement réel tous les cinq ans,.

En 2022, la commune comptait 15 839 habitants, en évolution de −8,38 % par rapport à 2016 (Guadeloupe : −2,67 %, France hors Mayotte : +2,11 %).
| 1961   | 1967   | 1974   | 1982   | 1990   | 1999   | 2006   | 2011   | 2016   |
| ------ | ------ | ------ | ------ | ------ | ------ | ------ | ------ | ------ |
| 14 591 | 14 925 | 15 034 | 13 724 | 16 042 | 17 154 | 16 703 | 16 767 | 17 288 |

| 2021   | 2022   | - | - | - | - | - | - | - |
| ------ | ------ | - | - | - | - | - | - | - |
| 15 898 | 15 839 | - | - | - | - | - | - | - |

### Manifestations culturelles et festivités
La fête du Crabe
Chaque année, à la Pâques, la commune organise la fête du Crabe, l'un des plus grands rassemblements culinaires de la Guadeloupe. Ses origines remontent à 1993 et elle reçoit de nos jours environ 5000 de visiteurs chaque année. La plupart des manifestations et événements se déroulent sur la place Gerty-Archimède.
Gallodrome
Le pitt à coqs René-Belair est un lieu de combat de coqs situé dans le quartier d'Espérance. Les combats se déroulent les vendredis de la période de janvier-Juillet. Des dégustations et visites touristiques sont proposées les autres jours de la semaine.

### Enseignement
Comme toutes les communes de l'archipel de la Guadeloupe, Morne-à-l'Eau est rattaché à l'Académie de la Guadeloupe. La ville possède sur son territoire quatre écoles maternelles (Bazile-Bertaud, Bourg, Édouard-Nelson et Pointe-Retz) et huit écoles primaires (Achille-Labuthie, Bourg, Ernest-Pallas, Félix-Duport, Hyppolite-Cocles, Marie-Ludger, Marcelle-Blanchinet et Marie-Émile-Coco).
En ce qui concerne l'enseignement secondaire, la ville accueille le collège Charles-de-Gaulle à Richeval et les lycées d'enseignement général Faustin-Fléret à Espérance et d'enseignement professionnel Gerty-Archimède à Richeval.

### Sports
Le principal équipement sportif de la commune est le stade Pierre-Monnerville. Les clubs de la ville sont :
- L'Étoile de Morne-à-l'Eau, football, handball, athlétisme, volley-ball
- Olympic de Morne-à-l'Eau, football
- Zénith de Vieux-Bourg, football
- Indomptable de Berlette, football
- Pédale du centre (PDC), cyclisme
- Zayen la, handball
- École mornalienne de karaté d'Oyama (EMKO), karaté

Par ailleurs, le mémorial Denis-Manette est l'une des plus importantes courses à étapes de la Guadeloupe. Elle est organisée au mois de mars par le club cycliste de la commune, la Pédale du centre (PDC) et réunit des coureurs de classe nationale. Les éditions 2009 et 2010 furent annulées faute de financements.

## Économie

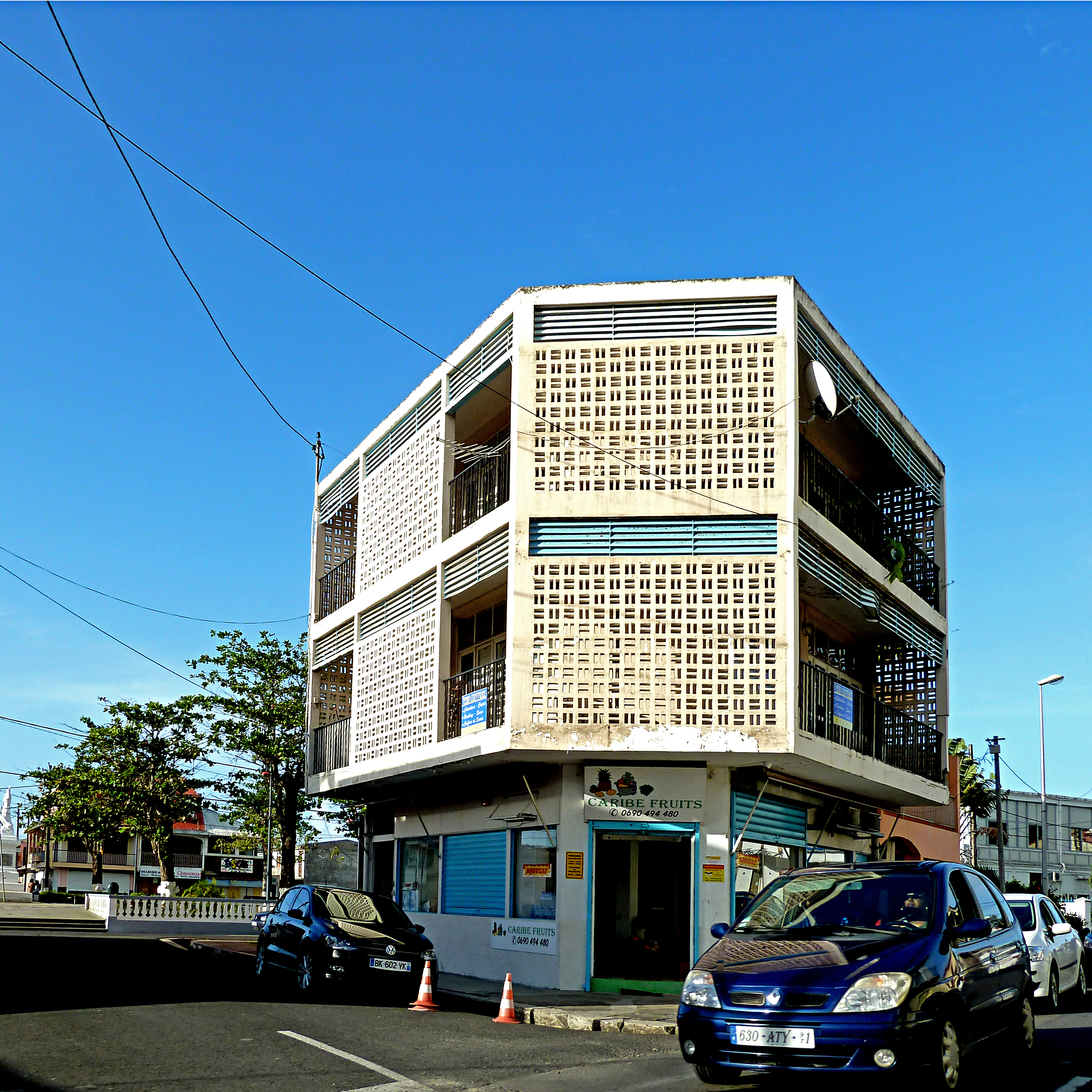
Commerce mornalien

La section de Vieux-Bourg vit beaucoup de la pêche alors que dans les terres et dans les Grands-Fonds, la culture de la canne, l’élevage, ainsi que les cultures vivrières sont importantes.

## Culture et patrimoine

### Lieux et monuments
- Église Notre-Dame-de-Pontmain de Vieux-Bourg.
- Église Notre-Dame-de-Belle-Espérance de Morne-à-l'Eau.

#### Église Saint André
L’église paroissiale Saint-André a été conçue en 1930 par l’architecte parisien Ali Georges Tur (1889-1977) et constitue l'une de ses plus importantes réalisations sur l'île. Elle fut reconstruite sur les ruines de la précédente chapelle détruite par le passage de l'ouragan Okeechobee le 12 septembre 1928. Ali Tur opta pour une mise en œuvre en béton, matériau peu employé jusque-là et qui en se généralisant marqua le déclin des constructions en bois. L’église domine le parvis sur lequel ouvre le presbytère, lui aussi dessiné par Ali Tur tout comme le clocher. Elle adopte un plan basilical dont l’imposant vaisseau central atteint 13 m de haut et est éclairé par de grandes baies verticales, favorisant la bonne ventilation de l’édifice et créant des jeux de lumières.
Les baies étaient autrefois fermées par des lames verticales qui créaient des contrastes de lumière. L’emploi de claustras moulés en béton pour fermer les murs de la tribune et le plafond de la nef répond au même parti et permet des effets de clair-obscur. La décoration intérieure a été confiée à Antoine Marius Gianelli (1896-1983), artiste peintre marseillais installé en Guadeloupe.

#### Cimetière de Morne-à-l-Eau

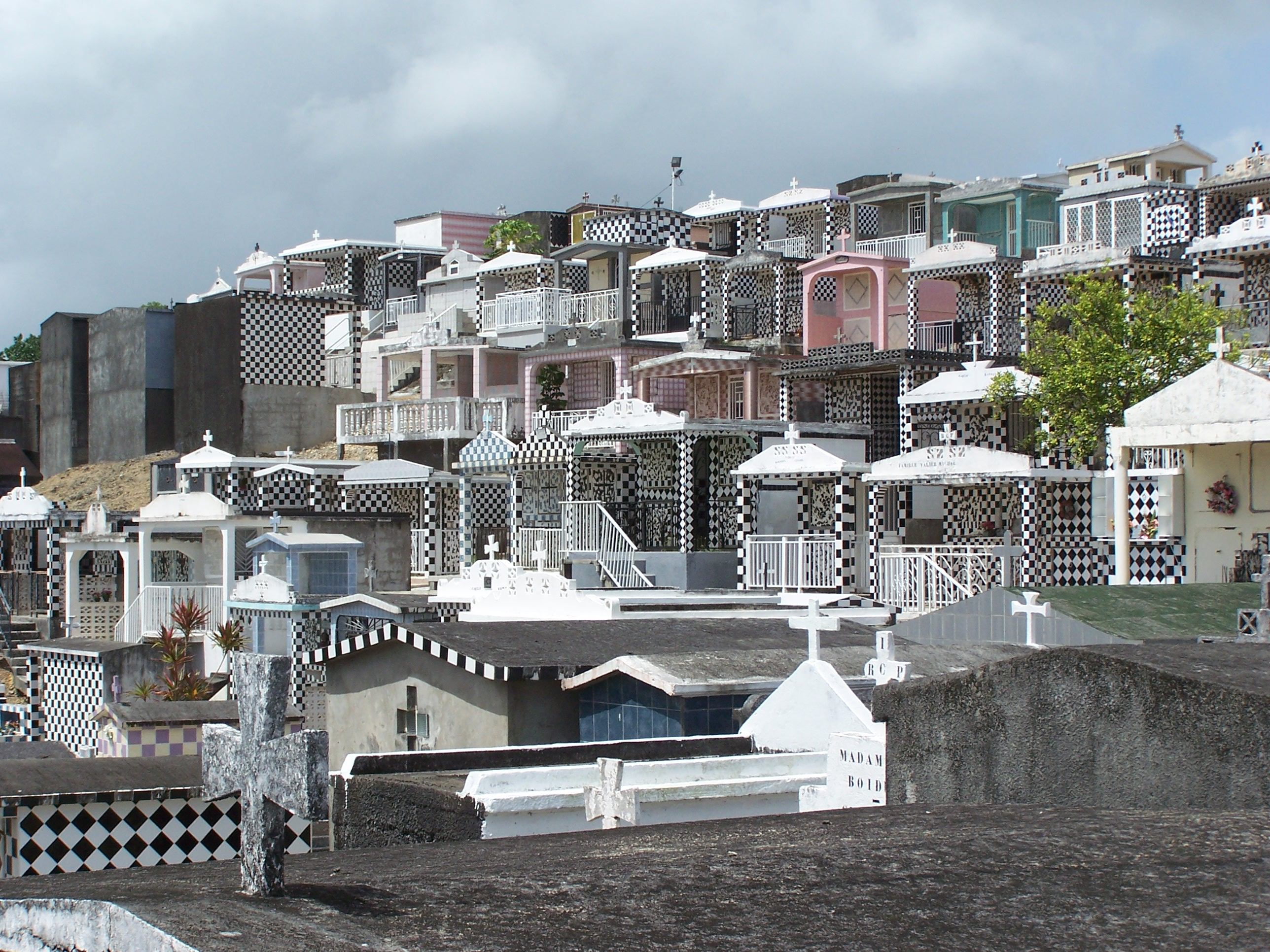
Cimetière de Morne-à-l'Eau.

C'est l'un des cimetières les plus visités en Guadeloupe. Son attrait provient des motifs en damier noir et blanc qui ornent la majorité des sépultures, donnant à l'ensemble des airs de grand échiquier. L'immense majorité des caveaux sont construits en ciment et surtout en carrelage de faïence. Beaucoup de tombes ressemblent à de petites maisons, avec pour certaines des toits en pente comme les cases créoles.
La plus ancienne sépulture semble dater de 1847 (vingt ans après la fondation de la commune) et appartenait sans doute à des Békés. À cette époque, la majorité des morts étaient enterrés sur les plantations, et seuls les plus riches avaient les moyens de s'offrir une belle sépulture. Même dans les cimetières, on ne mélangeait pas les maîtres et les esclaves.
Aujourd'hui, toutes les couches de la société sont représentées, de la famille de planteurs békés au plus modeste des agriculteurs.

#### Autres lieux
- Plage de Babin (Vieux-Bourg) réputée pour les bains de boue (contre les rhumatismes, les arthroses, les maladies de la peau) et les pique-nique.
- Îlet Macou et Pointe Sable de Bar.
- Port de pêche de Vieux-Bourg.
- Canal de Perrin.

### Personnalités liées à la commune
- Clovis Salvador, père d'Henri Salvador y est né.
- Ramire Rosan (1895-2004), dernier poilu de la France d'outre-mer y est né.
- Gerty Archimède (1909-1980), avocate et femme politique y est née.
- George Tarer (1921-), sage-femme et militante des droits des femmes et des enfants y est née.
- Éric Danty (1947-2020), footballeur professionnel au Stade de Reims, puis au Club Sportif Sedan Ardennes. De 2008 à 2013, il est président du CS Meaux y est né.
- Lémy Lémane Coco (1951-), informaticien, sociétaire de la Société des Poètes Français, enseignant de Judo y est né.
- Victoire Jasmin (1955-2023), femme politique, sénatrice de la Guadeloupe y est née.
- Joëlle Ursull (1960-), chanteuse, elle a représenté la France au Concours Eurovision de la chanson 1990, terminant à la deuxième place, ex aequo avec l'Irlande y a vécu.
- Jocelyn Angloma (1965-), ancien footballeur international, entraîneur du club de football de l'Étoile de Morne-à-l'Eau.
- Richard Birman (1968-), auteur-compositeur-interprète de Zouk, évoluant au sein du groupe Fuzion, puis de Real Limit[réf. nécessaire].
- Marie-Louise Bévis (1972-), une athlète française, spécialiste du 400 m y est née.
- Richard Socrier (1979-), footballeur international.[réf. nécessaire].
- Zouk Machine, un trio de chanteuses de zouk.[réf. nécessaire].
- Wil Aime (1995-), vidéaste, natif de Morne à l'Eau.
- Ashley OA (1994-), sœur de Wil aime, remarquable influenceuse et créatrice de contenu sur les réseaux sociaux.
- Ophély Mézino (1999-), Miss Guadeloupe 2018 & Première Dauphine de Miss France 2019.[réf. nécessaire].
- Jean-Claude Bardu, danseur, chorégraphe et musicien.
- Alexandre "Hippolyte" Coclès , Chevalier de la légion d'honneur. Conseiller général du canton de Pointe-à-Pitre.
- Georges Rugard alias Jomimi, Chanteur de Gwoka.